# Tragedia de la Avenida Suba
La Tragedia de la Avenida Suba ocurrió el 28 de abril de 2004 en Bogotá, capital de Colombia, cuando una máquina trituradora de asfalto que hacía parte de la construcción de la Troncal Suba del sistema de transporte masivo TransMilenio cayó encima de un autobús escolar del Colegio Agustiniano Norte. El accidente causó la muerte de 21 niños y dos adultos, además de 24 heridos. Esta es considerada como una de las peores tragedias en la historia reciente de la ciudad.

## Lugar de la tragedia
La Avenida Suba estaba siendo adecuada como parte de la fase II del sistema de transporte masivo de Bogotá, TransMilenio. En el cruce con la Calle 138, existe una curva peligrosa que contaba con un alto historial de accidentes, en el sector conocido como Vidrio Murán. Esto se debe a que el carril norte-sur presenta una elevación aproximada de 10 metros sobre el sentido contrario porque la vía se encuentra al borde de la montaña del Alto de la Virgen en los Cerros de Suba.
El 2 de abril de 2004 una retroexcavadora se movilizaba en un vehículo camabaja, también hacía parte de la Construcción de la fase II de TransMilenio, cuando este último chocó contra un puente peatonal en la Avenida Suba con Calle 127 dejando una persona muerta y dos heridas

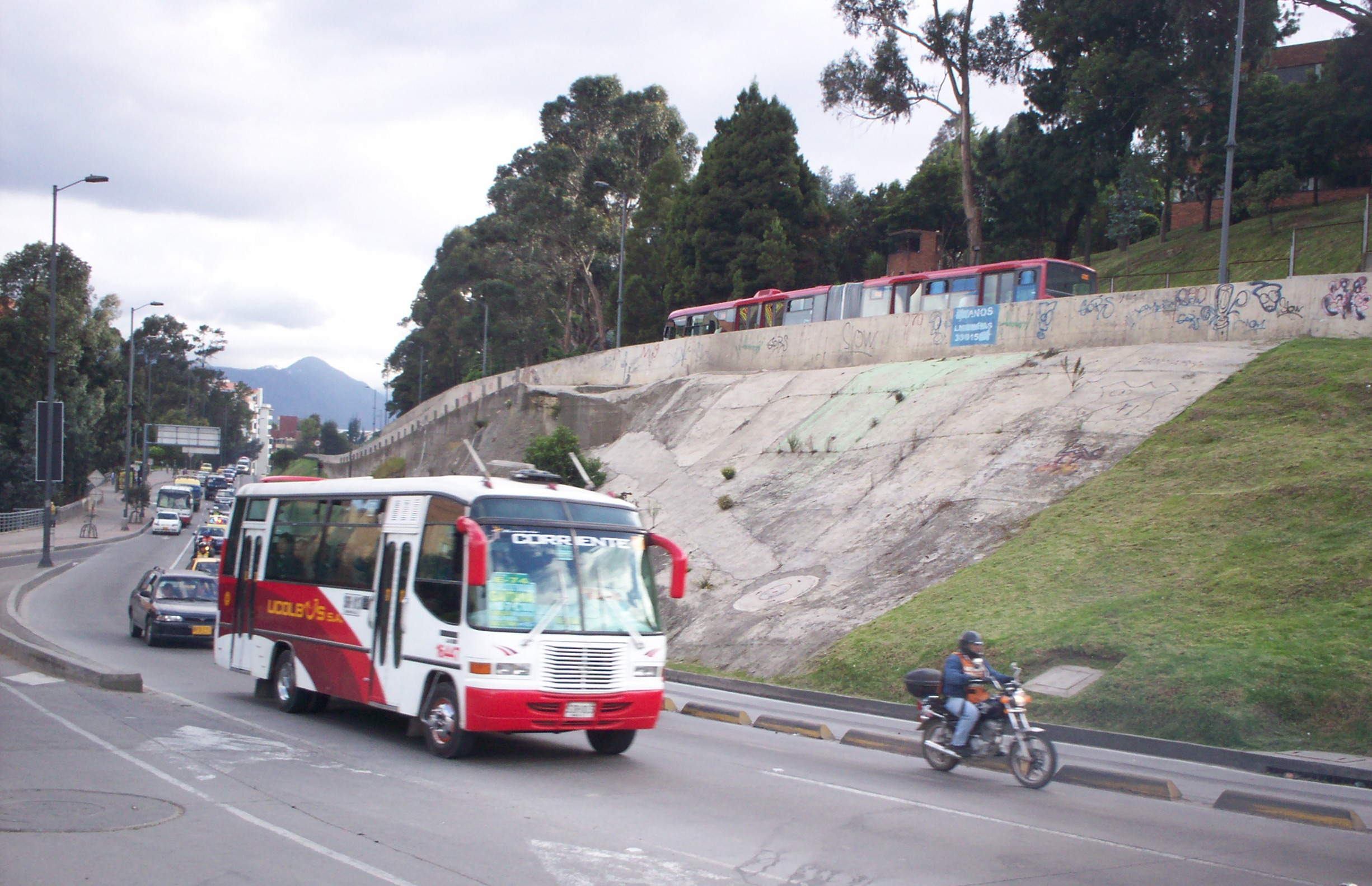
Sitio del accidente, Avenida Suba con Calle 138.

## Accidente
A las 15:15 (hora local) del 28 de abril de 2004, la ruta 12 del Colegio Agustiniano Norte transitaba en el sentido sur-norte de la Avenida Suba, con destino al corazón de la localidad de Suba. En el sentido contrario transitaba una máquina trituradora de asfalto. El conductor perdió el control del aparato de 40 toneladas cayendo en la curva de Vidrio Murán justo sobre el bus escolar.
De inmediato los testigos procedentes del Colegio San Juan de Ávila y Vidrios Murán acudieron a ayudar a las víctimas atrapadas (en su mayoría niños), pero los esfuerzos fueron inútiles para evitar la tragedia.
Los angustiados padres de familia acudieron a diversos hospitales en búsqueda de sus hijos, y sobre las 17:00 llegaron a la sede del colegio (Avenida Suba con Calle 116) para conocer la suerte de estos. Ya conociendo el fallecimiento de 21 estudiantes, sobre las 19:00 Yesid Romero, directivo de la Asociación de Padres de Familia, declaró que el colegio suspendía las clases por tres días en señal de duelo.

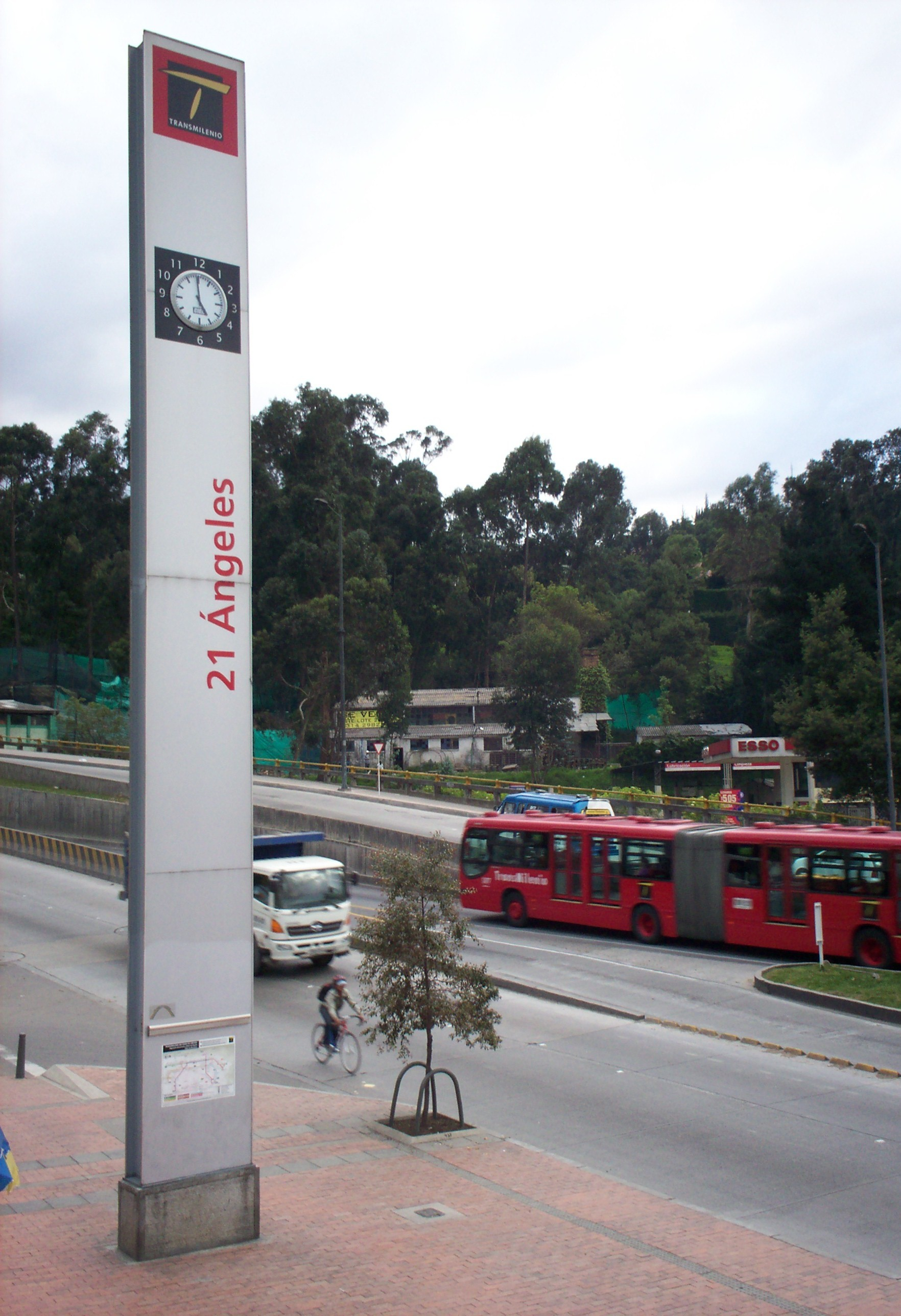
Tótem de la estación de TransMilenio 21 Ángeles inaugurada 2 años y 1 día después de la Tragedia.

"Sentí un fuerte impacto. Al momento pensé que habíamos chocado contra una pared, pero después me levanté y volteé a mirar y vi el techo del bus pegado al suelo".
César Cáceres, niño sobreviviente.

## Responsables
En un principio, el entonces Alcalde Mayor de Bogotá Luis Eduardo Garzón responsabilizó por los hechos al Consorcio Alianza Suba Tramo II. Ello debido a que se habían violado varias normas pertinentes a la movilización de maquinaria pesada. Dicha medida causó la suspensión indefinida de la obra. Entre las causas del accidente se destaca que la máquina se encontraba rodando por sí sola a lo largo de una vía pública de tránsito difícil. Además, no estaba siendo transportada en un camión llamado "camabaja", el cual está destinado para el traslado de maquinaria pesada. Para más, no se dio aviso del traslado de la máquina a los funcionarios encargados. En consecuencia, pocos días después del accidente, el alcalde Garzón encabezó la coordinación de las medidas de seguridad necesarias para que la construcción de la troncal fuera reanudada el 17 de mayo de 2004.
Para agosto de 2004, las familias de las víctimas ya habían recibido cerca de 5.500 millones de pesos por concepto de indemnización de daños morales, después de la celebración de las correspondientes audiencias de conciliación.
En 2006 dos años y un día después de la Tragedia de los 21 Ángeles del Colegio Agustiniano Norte se inaugura la Troncal de la Avenida Suba del Sistema TransMilenio y la Estación cercana al lugar de la Tragedia se le puso el Nombre de 21 Ángeles, rindiendo homenaje a los 21 niños del Agustiniano Norte que perdieron la vida.
En 2007, la Procuraduría General de la Nación destituyó a los Subsecretarios Técnicos de Tránsito de Bogotá: Ricardo Salamanca Correa y Heriberto Triana Alvis. Igualmente, al entonces Secretario de Tránsito y Transporte Carlos Eduardo Mendoza Leal, y al Subsecretario operativo de la obra Mauricio Cortés Niño. Además de la destitución de sus cargos, los mencionados funcionarios fueron sancionados con varios años de inhabilidad para ejercer cargos públicos. Por otra parte, fue multada Luz Marina Ortega Ochoa, la entonces representante legal del consorcio interventor de la obra.
En 2008, la Fiscalía General de la Nación profirió resolución de acusación contra Martín Rendón, director del proyecto, Julián García, despachador de maquinaria y Reinaldo Blanco, conductor de la máquina. En ese sentido, actualmente se están adelantando los procesos penales por los delitos de homicidio culposo y lesiones personales.
En 2009, el Consejo de Estado encontró culpable al Distrito por la tragedia; la Procuraduría destituyó e inhabilitó por doce años para ejercer cargos públicos a Ricardo Salamanca Correa y Heriberto Triana Alvis, en sus condiciones de Subsecretarios Técnicos de Tránsito de Bogotá para la época, y sancionó a los exfuncionarios Carlos Eduardo Mendoza Leal (Secretario de Tránsito y Transporte) y Mauricio Cortés Niño (Subsecretario Operativo), quienes fueron destituidos e inhabilitados por diez años para ejercer cargos públicos.
Posteriormente al conductor de la máquina, Reinaldo Blanco, así como a Julián García y a Martín Rendón, se les imputó una condena de 30 meses de cárcel.

## Funeral
El 30 de abril de 2004 se llevó a cabo el funeral de los niños fallecidos en el accidente. En primer lugar, debe decirse que el velorio ocurrió el día anterior. El acto comenzó en la Parroquia San Nicolás del Colegio Agustiniano Norte, pero en la medida en que iban llegando los cuerpos de los niños junto a sus familias, el lleno del templo fue total. De esa forma, el rector decidió trasladar todo al coliseo. Durante el velorio, el presidente de la República, así como otras autoridades, hicieron acto de presencia con el fin de expresar sus condolencias a toda la comunidad educativa, en especial a los padres de familia de los estudiantes muertos en el accidente. Por otro lado, varios sacerdotes asistieron con el fin de celebrar una misa cada hora y así se hizo hasta las doce del día del viernes 30.
A la 1:20 de la tarde comenzaron las exequias, debido a un retraso sufrido por parte del entonces presidente Álvaro Uribe Vélez. La multitud de gente era tal, que el colegio tuvo que instalar pantallas de transmisión en la iglesia y en el restaurante del colegio. Se calcula que cerca de 30.000 personas asistieron. La misa fue presidida por el Arzobispo de Bogotá Pedro Rubiano Sáenz y concelebrada por varias decenas de sacerdotes, dentro de los que se encontraban el rector Juan José Gómez Gómez, el vicerrector Ramón Ignacio Franco Salcedo y los obispos agustinos recoletos Olavio López Duque y Agustín Otero Largacha. Debe decirse que Agustín Otero se encargó de leer el mensaje de condolencia suscrito por la Secretaría de Estado de la Santa Sede. En ese momento se notó claramente el malestar físico y emocional que el mencionado obispo estaba experimentando. Desafortunadamente, el 8 de mayo, una semana después del funeral, falleció debido a un infarto cardiaco producto de una enfermedad del corazón que lo aquejaba desde hacía varios años atrás. 
El funeral fue colectivo, las únicas familias que llevaron a cabo las exequias por separado, fueron las de Juan Manuel y Juan Felipe Marroquín Huertas, Juan Manuel Rueda Rodríguez, Segio Andrés Blanco López y un día antes, Cristhian Felipe Tobón Granados. Asistió la banda de la policía, la cual rindió los homenajes correspondientes a la salida de los ataúdes. Igualmente, se dice que asistió por lo menos un egresado por cada promoción, desde 1974 hasta 2003, la cual era la última promoción de bachilleres graduada hasta ese momento. 
A la salida de la misa, los buses pertenecientes al colegio permitieron que muchas de las personas que se encontraban dentro y en sus alrededores los tomaran con el fin de hacer parte del cortejo fúnebre, el cual se encontraba escoltado por la policía en todo su recorrido, abriendo paso entre el tráfico de esa tarde. Durante el recorrido se hizo evidente el dolor de los bogotanos, pues se podía ver como las personas rendían homenaje a los niños ondeando pañuelos blancos a lo largo de la calle 127 y la autopista norte, ruta por la cual se dirigió el cortejo fúnebre, hasta el cementerio Jardines de Paz donde fueron sepultados la mayoría de los niños.
Todo terminó en la tarde cuando los niños fueron sepultados en los cementerios Jardines de Paz, Jardines del Recuerdo y Jardines del Apogeo.

## Consecuencias y recordatorios
- El Presidente de Colombia en ese entonces, Álvaro Uribe, mediante decreto, declaró el 29 de abril de 2004 como día de duelo nacional.[17]
- La estación de TransMilenio más cercana se iba a llamar Los Pinos, pero debido a la tragedia su nombre fue cambiado a 21 Ángeles.
- El Concejo de Bogotá, mediante el Acuerdo 101 de 2004, institucionalizó el día de la Prevención de Accidentes de Tránsito en la ciudad.[18]
- El Alcalde Mayor Luis Eduardo Garzón decretó como obligatoria la cátedra de prevención vial en todos los colegios distritales.[19]
- Se erigió en el lugar del accidente un monumento de bronce llamado "Ángeles Agustinianos", el cual fue elaborado por el escultor Julio Páez Ferro, en recuerdo de los 21 estudiantes fallecidos.[19][20]
- El 24 de noviembre de 2006, en el barrio Tuna Alta de Suba, fue inaugurado el Colegio Distrital 21 Ángeles.[21]
- En el 2008 se inauguró un bosque conmemorativo en el Colegio Agustiniano Norte. De igual manera, en la zona aledaña al Jardín Botánico José Celestino Mutis se creó la plazoleta 21 Ángeles, con un total de 21 árboles.[22]
- En abril de 2024 se realizó la conmemoración de los 20 años de la tragedia, el día viernes 26 de abril se realizó una eucaristía en el colegio con participación de medios nacionales y la banda del Colegio Emilio Valenzuela; al día siguiente en el lugar del accidente se sembraron 21 árboles en honor a los fallecidos y el día 28 se realizó una misa a las 10 de la mañana en la Catedral Primada de Bogotá y a las 3 de la tarde se realizó una ofrenda floral por parte de los estudiantes.